# التيار الشيعي الحر
التيار الشيعي الحر حركة شيعية سياسية لبنانية وهي تعتبر من ضمن تحالف 14 آذار. تأسس التيار الشيعي الحر عام 2006 من قبل الشيخ محمد الحاج حسن، الذي يرأس الحزب ويمثل صوتا ثالثا بديلا لدى الطائفة الشيعية اللبنانية وينتقد التيار الشيعي الحر بشدة سياسات الحركتين الشيعيتين الرئيسيتين في لبنان أي حركة أمل وحزب الله وهيمنتهما على الواقع الشيعي السياسي في لبنان ويدعو التيار إلى سياسة أكثر اعتدالا للشيعة في لبنان والعالم العربي.

## وصلات خارجية
- [الموقع الرسمي للتيار الشيعي الحر https://web.archive.org/web/20120804034759/http://www.chi3a.org/]